# Mohammad Khan
Mohammad Khan, född 1 maj 1911, var en afghansk friidrottare (kortdistanslöpare och längdhoppare). Han deltog vid olympiska sommarspelen 1936.